# Almut Brömmel
Almut Brömmel (* 5. Mai 1935 in Leipzig) ist eine deutsche Senioren-Leichtathletin und Olympiateilnehmerin, deren Karriere als Speer- und Diskuswerferin in die 1950er Jahre zurückreicht.
Die 1,76 m große und 80 kg schwere Athletin startet für den TSV 1860 München.

## Erfolge

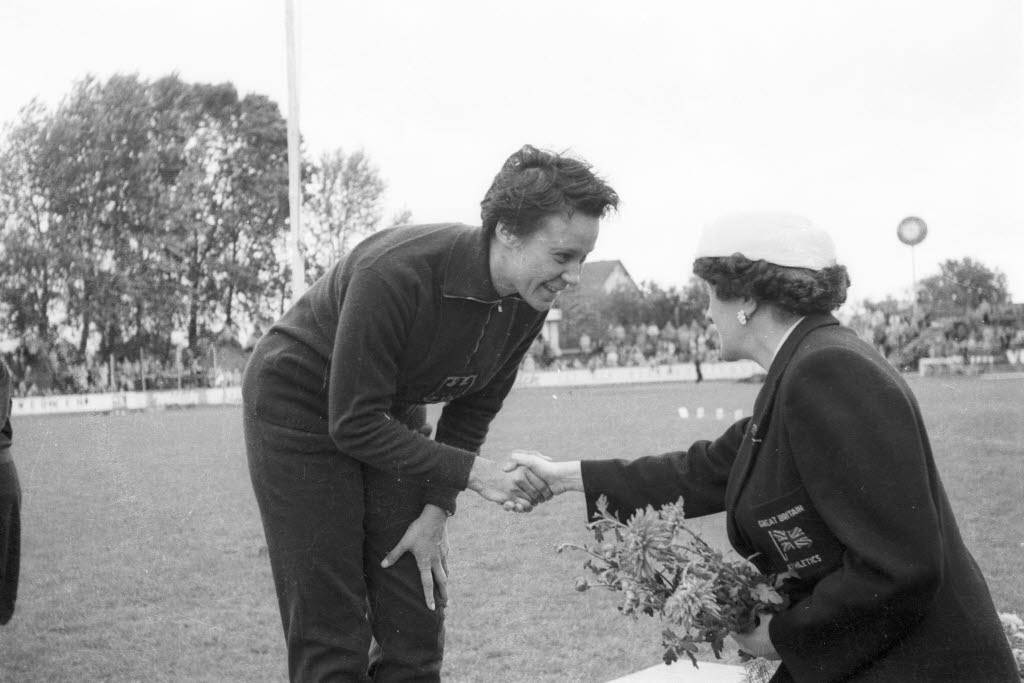
Almut Brömmel (links) bei der Siegerehrung zum Leichtathletik-Länderkampf der Frauen im Kieler Holstein-Stadion, 1957

Zwischen 1954 und 1973 konnte Almut Brömmel sich insgesamt 17-mal bei den Deutschen Meisterschaften im Speerwurf platzieren:
- 3 Meisterschaften (1955, 1956 und 1957)
- 10 Vizemeisterschaften (1954, 1958, 1959, 1961, 1963, 1966, 1967, 1968, 1969 und 1971)
- 4 dritte Plätze (1960, 1964, 1965 und 1973)

Sie nahm an zwei Olympischen Spielen – 1956 in Melbourne und 1960 in Rom – sowie an zwei Europameisterschaften – 1954 in Bern und 1958 in Stockholm – teil. 1956 startete sie sowohl im Speer- als auch im Diskuswurf, 1954, 1958 und 1960 nur im Speerwurf.
1954 in Bern, 1956 in Melbourne und 1958 in Stockholm schaffte sie mit dem Speer die geforderte Qualifikationsweite, kam aber anschließend über den Vorkampf nicht hinaus. Ihr bestes Ergebnis erzielte sie in Stockholm, wo sie mit 48,85 m auf Platz acht kam (nach damaliger Regelung zogen nur die besten sechs Werferinnen in das Finale ein). Für eine Podestplatzierung hätte sie mehr als anderthalb Meter weiter werfen müssen – die Bronzemedaille ging mit 50,50 m an die zweite deutsche Teilnehmerin Jutta Neumann (Es siegte Dana Zátopková mit überlegenen 56,02 m).
Medaillenerfolge hatte Almut Brömmel bei der Universiade.
- 1961 in Sofia: BRONZE mit 47,65 m hinter Jelena Gortschakowa aus der UdSSR (Gold mit 51,39 m) und der Rumänin Maria Diaconescu (Silber mit 50,65 m).
- 1963 in Porto Alegre: GOLD mit 49,61 m vor Elvīra Ozoliņa aus der UdSSR (Silber mit 47,00 m) und der Deutschen Barbara Decker (Bronze mit 43,91 m).

## Erfolge als Seniorin
In den frühen 1980er Jahren startete Almut Brömmel eine Karriere als Seniorin, wobei sie nicht nur im Speer- und Diskuswurf, sondern auch im Hammerwurf und im Kugelstoßen erfolgreich war. Ihre Bilanz ist beeindruckend:
- Senioren-Weltmeisterschaften
  - 1981 in Christchurch: GOLD im Speerwurf (43,16 m), SILBER im Kugelstoßen (12,39 m) und SILBER im Diskuswurf (43,08 m)
  - 1989 in Eugene: SILBER im Diskuswurf (38,30 m), BRONZE im Speerwurf (34,48 m) sowie Platz vier im Hammerwurf (32,12 m) und Platz fünf im Kugelstoßen (11,20 m)
  - 1991 in Budapest (Halle): WELTMEISTERIN im Kugelstoßen (12,12 m)
  - 1991 in Turku: SILBER im Diskuswurf (35,26 m), BRONZE im Speerwurf (36,12 m), BRONZE im Kugelstoßen (11,90 m) sowie Platz sechs im Hammerwurf (30,52 m)
  - 2005 in San Sebastian: BRONZE im Werfer-Pentathlon sowie zwei vierte Plätze im Hammer- und im Gewichtwurf

- Senioren-Europameisterschaften
  - 1988 in Verona: BRONZE im Kugelstoßen (11,29 m) und BRONZE im Diskuswurf (35,42 m)
  - 1990 in Budapest: zwei vierte Plätze im Kugelstoßen (11,48 m) und im Diskuswurf (38,38 m) sowie ein fünfter Platz im Speerwurf (35,12 m)

- Europäische Veteranenspiele
  - 1983 in Puerto Rico: GOLD im Kugelstoßen (10,09 m), GOLD im Diskuswurf (40,86 m) und GOLD im Speerwurf (37,96 m)
  - 1984 in Brighton: GOLD im Diskuswurf (39,04 m), SILBER im Kugelstoßen (9,92 m) und BRONZE im Speerwurf (36,78 m).

- Meisterschaften im Werfer-Pentathlon
  - 1989 Master’s International Weight Pentathlon in Eugene: MEISTERIN (W50). Leistungen: Kugel 11,18 m – Diskus 35,20 m – Speer 32,28 m – Hammer 31,30 m – Gewicht (7,5 kg) 13,80 m
  - 1990 Europameisterschaften in Pinkafeld: GOLD mit dem Altersklassen-Weltrekord (W55) von 4450 Punkten. Leistungen: Kugel 11,40 m, Diskus 36,30 m, Speer 31,80 m, Hammer 35,36 m, Gewicht (7,5 kg) 13,30 m; GOLD im Shotorama mit der Weltbestleistung von 42,99 m. Leistungen (Kugel): 11,53 m (3 kg), 9,59 (4 kg), 8,13 m (5 kg), 7,37 m (6 kg), 6,36 m (7,26 kg)

- Werferzehnkampf
  - 1990 in Mühlheim: EUROPAMEISTERIN (inoffiziell) mit der Weltbestleistung von 6394 Punkten. Leistungen: Kugel 11,52 m, Diskus 35,44 m, Speer 34,52 m, Hammer 31,19 m, Stein 8,62 m, Gewicht (5 kg) zweihändig 14,60 m, Gewicht (3 kg) einhändig 28,17 m, Keule (500 g) 32,66 m, Kugel schocken (2,5 kg) 17,82 m

Im Jahr 1982 wurde sie in der Altersklasse W45 mit einer Weite von 39,50 m Deutsche Seniorenbeste im Speerwurf. Hinzu kommen zahlreiche Titel als Bayrische Seniorenbeste im Speerwurf, im Diskuswurf und im Kugelstoßen.
Ihre persönlichen Bestleistungen liegen bei 49,70 m im Diskuswurf und bei 55,16 m im Speerwurf, erzielt in den Jahren 1971 bzw. 1968.
Almut Brömmel ist für die Leichtathletikabteilung des TSV Göggingen Augsburg als Übungsleiterin tätig.